# Wet op de loonbelasting 1964
De Wet op de loonbelasting 1964 (kortweg Wet LB 1964) regelt in Nederland de loonbelasting die de Rijksoverheid in beginsel heft over loon en bepaalde uitkeringen. De inhoudingsplichtige houdt de belasting in op het loon of de uitkering en draagt deze af aan de Belastingdienst.
Het gaat om een deel van de in box 1 belaste inkomsten, niet alleen loon in strikte zin, maar ook bijvoorbeeld werkloosheidsuitkeringen, pensioenen en belaste lijfrente-uitkeringen (ook als deze niets met arbeid te maken hebben).
Onder omstandigheden is de inhoudingsplichtige echter de belastingplichtige. Is dat het geval, dan mag de verschuldigde loonbelasting niet op het loon worden ingehouden.
De inhoudingsplichtige moet de verschuldigde loonbelasting zelfstandig berekenen, bij de fiscus door middel van een aangifte bekendmaken en aan de fiscus betalen. Voor het ontstaan van de betalingsverplichting is met andere woorden geen aanslag van de belastinginspecteur nodig. Wel kan de inspecteur onder omstandigheden een correctieverplichting of zogenoemde naheffingsaanslag opleggen.
De Nederlandse loonbelasting is een afzonderlijke heffing. In de regel kan - onder bepaalde voorwaarden - de loonbelasting echter volledig verrekend worden met de Nederlandse inkomstenbelasting. De loonbelasting werkt in zo'n geval als een voorheffing. Kan de loonbelasting niet met de Nederlandse inkomstenbelasting verrekend worden, dan is de loonbelasting een zogenoemde eindheffing.
De loonbelasting is de op een na meest opbrengende rijksbelasting (de omzetbelasting brengt het meest op). In 2006 bedroeg de opbrengst van de loonbelasting een kleine € 32 miljard (ruim 25% van de totale Rijksbelastinginkomsten).
De belastingplichtige zal veelal ook verzekerd zijn voor de zogenoemde volksverzekeringen. Is dat het geval, dan vindt de heffing van de loonbelasting en de premie volksverzekeringen gecombineerd plaats op basis van de Wet financiering sociale verzekeringen. De gecombineerde heffing wordt aangeduid met de term “loonheffing”.
Ten slotte zal de belastingplichtige tevens vaak verzekerd zijn voor de zogenoemde werknemersverzekeringen. De loonheffing en de premies voor de werknemersverzekeringen worden gezamenlijk aangeduid met de term “loonheffingen”.

## Indeling
De Wet LB 1964 bestaat uit een aantal hoofdstukken, afdelingen en artikelen. In de hieronder staande weergave van de hoofdstukken komt de structuur van de wet goed tot uiting:
Hoofdstuk I - Belastingplicht
Hoofdstuk II - Voorwerp van de belasting
Hoofdstuk IIA - Vrije vergoedingen en verstrekkingen
Hoofdstuk IIB - Pensioenregelingen
Hoofdstuk IIC - Levensloopregeling
Hoofdstuk III - Tarief
Hoofdstuk IV - Wijze van heffing
Hoofdstuk V – Eindheffing
Hoofdstuk VA – Belastingheffing bij verrekening van sociale uitkeringen
Hoofdstuk VI – Aanvullende regelingen
Hoofdstuk VIA – Administratieve boeten inzake speur- en ontwikkelingswerk
Hoofdstuk VII – Belastingheffing van artiesten en beroepssporters
Hoofdstuk VIIA – Belastingheffing van buitenlandse gezelschappen
Hoofdstuk VIII – Overgangs- en slotbepalingen
Naast de Wet LB 1964 zijn vele besluiten en beschikkingen voor de bepaling van belastingplicht van belang. Daarnaast is de rechtspraak van belang voor de interpretatie van de wettelijke bepalingen.

## De belastingplichtige - "subjectieve belastingplicht"
In de hoofdstuk I, V, VIA en VIB van de Wet LB 1964 wordt de zogenoemde subjectieve belastingplicht geregeld: wie is belastingplichtig? De belastingplichtigen kunnen in drie categorieën worden ingedeeld: (A) de werknemer, (B) de met de werknemer gelijkgestelde natuurlijke persoon en (C) de inhoudingsplichtige.

### A. De werknemer – “de echte dienstbetrekking”
Uitgangspunt is dat de werknemer belastingplichtig is voor de Wet LB 1964. Werknemer in de zin van de Wet LB 1964 is een natuurlijke persoon die (i) tot een inhoudingsplichtige in (privaatrechtelijke of publiekrechtelijke) dienstbetrekking staat of (ii) van een inhoudingsplichtige loon geniet uit een vroegere dienstbetrekking van hemzelf of van een ander, dan wel uit een bestaande dienstbetrekking van een ander.
De belangrijkste elementen in deze definitie zijn de begrippen: natuurlijk persoon, dienstbetrekking, inhoudingsplichtige en loon.

#### Natuurlijk persoon
Alleen een natuurlijk persoon kan werknemer zijn. Rechtspersonen en niet rechtspersoonlijkheid bezittende samenwerkingsverbanden als zodanig, zoals de vennootschap onder firma, kunnen geen werknemer zijn.

#### Dienstbetrekking
Om als werknemer aangemerkt te worden, moet een natuurlijk persoon in een privaatrechtelijke of publiekrechtelijke dienstbetrekking staan tot een inhoudingsplichtige. Onder het begrip dienstbetrekking wordt in ieder geval verstaan de (privaatrechtelijke) arbeidsovereenkomst zoals die boek 7 van het Burgerlijk Wetboek is geregeld. Van zo’n arbeidsovereenkomst is sprake indien een natuurlijk persoon (de werknemer) op basis van een overeenkomst tegen betaling van loon in dienst van een ander (de werkgever) persoonlijk werkzaamheden verricht. De instructiebevoegdheid die de arbeidsovereenkomst veronderstelt, is van wezenlijk belang: bezit “de werkgever” geen instructiebevoegdheid ten aanzien van de werkzaamheden van “de werknemer”, dan is er geen sprake van een arbeidsovereenkomst en daarmee – in beginsel – van een dienstbetrekking in de zin van de Wet LB 1964. Of “de werkgever” daadwerkelijk van de instructiebevoegdheid gebruikmaakt, is overigens niet van belang: de wederpartij moet de juridische bevoegdheid hebben om werkinstructies te geven. Verder is van belang dat “de werknemer” de werkzaamheden persoonlijk verricht: sluiten twee partijen bijvoorbeeld een overeenkomst waarbij de ene partij (de opdrachtnemer) arbeid ter beschikking stelt aan de andere partij (de opdrachtgever) en laatstgenoemde de opdrachtnemer daarvoor betaalt, dan is geen sprake van een arbeidsovereenkomst (en daarmee – in beginsel – van een dienstbetrekking in de zin van de Wet LB 1964), indien de werkzaamheden zonder enige invloed van de opdrachtgever door een ieder verricht mogen worden. Ten slotte is het ook van belang dat “de werknemer” recht heeft op loon voor de werkzaamheden die hij aan “de werkgever” verricht. Krijgt “de werknemer” voor zijn diensten geen enkele vergoeding in welke vorm dan ook (bijvoorbeeld vrijwilligerswerk), dan is geen sprake van een arbeidsovereenkomst en daarmee – in beginsel – van een dienstbetrekking in de zin van de Wet LB 1964.
Ook zij die als ambtenaar voor een overheidsorgaan werkzaam zijn, zullen in de regel belastingplichtig zijn, namelijk op grond van een publiekrechtelijke dienstbetrekking.

#### Inhoudingsplichtige
Wie inhoudingsplichtige is, wordt in de Wet LB 1964 precies gedefinieerd. Wel is daarbij sprake van een soort cirkelredenering in de zin dat de wet de term “inhoudingsplichtige” onder meer definieert als degene tot wie één of meer personen in dienstbetrekking staan. In geval van een normale privaatrechtelijke arbeidsovereenkomst wordt met de inhoudingsplichtige in ieder geval de civielrechtelijke werkgever bedoeld. In geval van een publiekrechtelijke dienstbetrekking is het overheidsorgaan dat de ambtenaar heeft aangesteld de inhoudingsplichtige. Daarnaast wordt in de wet voor ieder van de zogenoemde fictieve dienstbetrekkingen (zie verderop in dit artikel) bepaald wie als inhoudingsplichtige wordt aangemerkt. Een inhoudingsplichtige kan zowel een natuurlijke persoon, een rechtspersoon als ook een niet-rechtspersoonlijkheid bezittend samenwerkingsverband (bijvoorbeeld een maatschap) zijn. De loonbelasting kent geen fiscale eenheid zoals de vennootschapsbelasting die bijvoorbeeld kent. Dit betekent dat inhoudingsplichtigen die samen een concern vormen ieder voor zich onder meer een loonadministratie moeten bijhouden en aangifte moeten doen.

#### Loon
Het recht op loon is elementair voor het ontstaan van de belastingplicht. Het loon is namelijk “het voorwerp van belasting” waarover de belasting verschuldigd is (Hoofdstuk II van de Wet LB 1964). Het (fiscale) begrip loon is zeer uitgebreid gedefinieerd in de Wet LB 1964. Zie hiervoor het hoofdstuk “Voorwerp van belasting – de objectieve belastingplicht” verder in dit artikel.

#### Tegenwoordige en vroegere dienstbetrekking
In het hierboven staande lag de nadruk op een bestaande dienstbetrekking (in het fiscale jargon aangeduid met de tegenwoordige dienstbetrekking). Een natuurlijk persoon die van een inhoudingsplichtige loon geniet op grond van een niet langer bestaande dienstbetrekking, is echter eveneens belastingplichtig. Krijgt een gepensioneerd werknemer van zijn voormalige werkgever of een pensioenfonds een pensioen, dan is de werknemer voor dat pensioen in beginsel belastingplichtig.

#### Dienstbetrekking van hemzelf of van een ander
Belastingplichtig is niet alleen degene die de werkzaamheden in dienstbetrekking zelf verricht (dienstbetrekking van hemzelf). Zij die loon genieten uit hoofde van een dienstbetrekking van een ander, zijn eveneens belastingplichtig (dienstbetrekking van een ander). Is de partner van een overleden werknemer bijvoorbeeld gerechtigd tot een nabestaandenpensioen van de voormalige werkgever van de werknemer, dan is die partner belastingplichtig.

#### Feiten en omstandigheden geven de doorslag
Wettelijk bezien zijn de feiten en omstandigheden van het geval doorslaggevend voor het antwoord op de vraag of een bepaalde arbeidsverhouding een dienstbetrekking is. Hierbij is de naam die de betrokken partijen aan de arbeidsverhouding geven en de civielrechtelijke vorm waarvoor gekozen is, niet noodzakelijkerwijs van belang. De betrokken partijen kunnen bijvoorbeeld van mening zijn dat hun arbeidsverhouding een soort freelance overeenkomst is, terwijl de fiscus van oordeel is dat de arbeidsverhouding in werkelijkheid een arbeidsovereenkomst is. In zo’n geval moet de rechter eventueel uitmaken hoe de arbeidsverhouding voor de Wet LB 1964 te gelden heeft. Dit soort potentiële conflicten zijn van groot belang voor de betrokkenen, en met name voor de eventuele inhoudingsplichtige, omdat de fiscus de klaarblijkelijk ten onrechte niet ingehouden loonbelasting in de regel bij de inhoudingsplichtige zal naheffen. De inhoudingsplichtige mag de nageheven loonbelasting in beginsel op de werknemer verhalen, maar in de praktijk blijkt dat niet altijd juridisch dan wel feitelijk mogelijk te zijn. Is dat het geval, dan wordt de loonbelasting voor de inhoudingsplichtige feitelijk een extra kostenpost, daar waar dat normaliter niet het geval is. Om discussies over eventuele belastingplicht achteraf te vóórkomen, kan een natuurlijk persoon die vooraf zekerheid over zijn arbeidsverhouding wil hebben, een zogenoemde Verklaring arbeidsrelatie winst uit onderneming (VAR-WUO) bij de fiscus aanvragen. In zo’n VAR geeft de fiscus aan hoe de hierin beschreven werkzaamheden van de natuurlijk persoon naar de mening van de fiscus wettelijk bezien moeten worden. Ook in zo’n geval kan van verschil van mening sprake zijn, maar het heeft vanuit rechtszekerheidsperspectief in het algemeen de voorkeur eventuele meningsverschillen vóóraf en niet achteraf te bespreken. Mocht op een later tijdstip de inspecteur toch van mening zijn dat er geen sprake is van een dienstbetrekking dan beschermt de VAR-WUO de opdrachtgever. De verschuldigde loonbelasting zal dan op de 'werknemer' verhaald worden en niet op de 'opdrachtgever'.

### B. De met de werknemer gelijkgestelde natuurlijke persoon – “de fictieve dienstbetrekking”
Naast de hierboven beschreven “echte dienstbetrekking”, zijn er vele arbeidsverhoudingen die wettelijk met de echte dienstbetrekking gelijkgesteld worden. Dit zijn de zogenoemde fictieve dienstbetrekkingen. Natuurlijke personen die op grond van zo’n fictieve dienstbetrekking werkzaam zijn, zijn eveneens belastingplichtig. Het gaat onder meer om uitzendkrachten en thuiswerkers (de fictieve dienstbetrekking van commissarissen is per 1 januari 2017 komen te vervallen).
Hiernaast bestaat er nog de gebruikelijkloonregeling. Deze geldt voor de natuurlijk persoon die meer dan vijf procent van de aandelen in een bedrijf (besloten vennootschap, naamloze vennootschap of coöperatie) bezit en hierin werkzaamheden verricht. Deze natuurlijke persoon wordt bij fictie geacht in loondienst te zijn bij dit bedrijf en ten minste het in de wet gestelde gebruikelijke loon (44.000 euro in 2015) te hebben genoten.
Ook de rechtsverhoudingen waarin artiesten, beroepssporters en buitenlandse gezelschappen van beroepssporters in Nederland werkzaam zijn, kunnen als fictieve dienstbetrekking aangemerkt worden. Voor wat betreft buitenlandse gezelschappen doet zich daarbij nog de bijzonderheid voor dat die gezelschappen zelf als belastingplichtige worden gezien, en niet de beroepssporters die tot dat gezelschap behoren.

### C. De inhoudingsplichtige is soms de belastingplichtige
De hoofdregel van de Wet LB 1964 is dat de werknemer of de met hem gelijkgestelde natuurlijke persoon belastingplichtig is. Onder omstandigheden is de inhoudingsplichtige van de werknemer echter de belastingplichtige. De belasting die aldus van de inhoudingsplichtige wordt geheven, staat bekend als de eindheffingsregeling en is geregeld in hoofdstuk V van de Wet LB 1964.

### Territoriale beperking
De Wet LB 1964 kent een territoriale beperking tot werkzaamheden die door de werknemer op Nederlands grondgebied worden uitgevoerd. Personen die niet in Nederland wonen en die hun werkzaamheden geheel of nagenoeg geheel niet in Nederland verrichten worden bijvoorbeeld in beginsel voor de wet geacht geen werknemer te zijn als gevolg waarvan zij niet belastingplichtig zijn. Deze regel geldt echter onder andere niet voor bestuurders en commissarissen van in Nederland gevestigde lichamen (onder meer naamloze vennootschappen) en ambtenaren van de Staat der Nederlanden: zij zijn wel belastingplichtig in Nederland, zelfs indien zij niet in Nederland wonen en hun werkzaamheden in het geheel niet in Nederland verrichten. De laatste regel komt overigens overeen met wereldwijd breed geaccepteerde fiscale beginselen.
De Wet LB 1964 kent ook een territoriale beperking voor wat betreft het begrip inhoudingsplichtige. Wie niet in Nederland woont of gevestigd is, wordt slechts als inhoudingsplichtige aangemerkt (i) voor zover hij in Nederland een zogenoemde vaste inrichting dan wel zogenoemde vaste vertegenwoordiger bezit of geacht wordt te bezitten, dan wel (ii) in beginsel geen inhoudingsplichtige is, maar zich vrijwillig als inhoudingsplichtige bij de Nederlandse fiscus heeft aangemeld. Is een werkgever geen inhoudingsplichtige, dan hoeft die werkgever geen Nederlandse loonbelasting op het loon van zijn werknemers in te houden en aan de fiscus af te dragen. De werknemers kunnen echter nog wel zelf belastingplichtig zijn voor het loon dat zij aldus ontvangen. Is dat het geval, dan moeten zij het loon zelfstandig in hun aangiften van de Nederlandse inkomstenbelasting aangeven. Ten slotte zijn internationale organisaties en diplomatieke en consulaire vertegenwoordigingen van andere mogendheden niet inhoudingsplichtig.

## Het voorwerp van belasting - "objectieve belastingplicht"
De zogenoemde objectieve belastingplicht (over welk inkomen is belasting verschuldigd) is geregeld in hoofdstuk II, IIA, IIB, IIC, VII en VIIA van de Wet LB 1964.

### Belastbaar loon; aanmerking van lijfrente als "loon uit vroegere arbeid"
De loonbelasting wordt geheven over het belastbaar loon. Belastbaar loon omvat het gezamenlijke bedrag aan loon. Loon in fiscale zin behoeft niet gelijk te zijn aan loon in civielrechtelijke zin.
In de Wet op de loonbelasting 1964 vallen onder het belastbare loon echter ook bijvoorbeeld uitkeringen ingevolge de Werkloosheidswet, Algemene Ouderdomswet, de Wet arbeid en zorg, de Wet werk en inkomen naar arbeidsvermogen, en de Wet op de arbeidsongeschiktheidsverzekering, en verder pensioen, belaste lijfrente-uitkeringen, en uitkeringen uit een lijfrentespaarrekening of lijfrentebeleggingsrecht. Artikel 34 IB, samen met artikel 11 van het Uitvoeringsbesluit loonbelasting 1965, bepaalt dat deze inkomsten voor de loonbelasting worden aangemerkt als "loon uit vroegere arbeid" (ook als ze niets met arbeid te maken hebben).

### Loon is al hetgeen uit dienstbetrekking genoten wordt
De hoofdregel luidt: loon is al hetgeen uit (tegenwoordige en vroegere) dienstbetrekking genoten wordt. Loon is bijvoorbeeld in beginsel onder meer: salaris, een werkgeversbijdrage voor een ouderdomspensioen, een reiskostenvergoeding, een vaste kostenvergoeding, eigen producten van de werkgever, het privé gebruik van een door de werkgever aan de werknemer ter beschikking gestelde auto en het voordeel verkregen uit werknemersopties.

### Loon in geld, loon in de vorm van rechten en loon in natura
De vorm waarin loon wordt verstrekt is in beginsel niet van belang. Loon in de vorm van geld (bijvoorbeeld salaris), loon in de vorm van rechten (bijvoorbeeld pensioenaanspraken) dan wel loon in natura (bijvoorbeeld stoffelijke producten, al dan niet in de onderneming van de inhoudingsplichtige voortgebracht): het kan en zal in beginsel allemaal belast loon zijn. Loon dat in een andere valuta dan de euro betaald wordt, wordt overigens gezien als loon in natura.

### Het genietingsmoment
Loon wordt belast op het moment dat het genoten wordt. Loon wordt genoten op het moment dat het betaald of verrekend wordt, op het moment dat het aan de werknemer ter beschikking wordt gesteld of rentedragend wordt, dan wel op het moment dat het voor de werknemer vorderbaar en tevens inbaar wordt. De wet kent ook een anti-misbruikbepaling: wordt loon op een ongebruikelijk tijdstip genoten, dan wordt met de voorgaande regels geen rekening gehouden.
De Wet van 21 december 2022 tot wijziging van de Wet op de loonbelasting 1964 tot wijziging van de fiscale regeling voor aandelenoptierechten met het oog op het wegnemen van een liquiditeitsprobleem in het geval van het verstrekken van aandelenoptierechten als loon (Wet aanpassing fiscale regeling aandelenoptierechten) bepaalt dat werknemersopties na uitoefening niet eerder belast worden dan wanneer de verkregen aandelen verhandelbaar worden.

### Waardering van niet in geld genoten loon
Niet in geld genoten loon wordt in geld gewaardeerd om de belasting te kunnen berekenen. In beginsel geldt dat niet in geld genoten loon gewaardeerd wordt op de waarde in het economische verkeer: de waarde die het recht of de zaak voor een ieder heeft. Niet vrijgestelde pensioenaanspraken worden bijvoorbeeld gewaardeerd op het bedrag dat de werkgever aan de verzekeraar moet betalen en producten die de werkgever zelf heeft voortgebracht op het bedrag dat een consument die geen werknemer is, zou moeten betalen. Indien de verwerving van het loon het gebruik of verbruik van het loon in natura met zich meebrengt, dan wordt niet de waarde in het economisch verkeer, maar de lagere, zogenoemde besparingswaarde belast: het bedrag dat de werknemer zich bespaart. Dit geldt bijvoorbeeld voor bedrijfskleding of -uitrusting die ook privé gebruikt kan worden. Producten die de werkgever zelf heeft voortgebracht zijn onder omstandigheden vrijgesteld.

### Vrijgesteld loon
Op de eerder hoofdregel maakt de wet een aantal belangrijke uitzonderingen als gevolg waarvan specifieke loonbestanddelen belastingvrij betaald of verstrekt kunnen worden. Het betreft onder meer: bepaalde reiskostenvergoedingen en bepaalde vaste kostenvergoedingen.
Per 1 januari 2011 is de werkkostenregeling (WKR) ingevoerd. Tot en met 2014 mochten werkgevers ook nog ervoor kiezen dat op alle werknemers de oude regeling wordt toegepast.
Bij de WKR geldt voor vergoedingen waarvoor geen gerichte vrijstellingen of nihilwaarderingen gelden, dat het geldt als eindheffingsloon. Er is per werkgever een 'vrije ruimte' van 1,2% van het totale fiscale loon van alle werknemers samen. In de vrije ruimte is het tarief van de eindheffing 0%, daarboven 80% (over het netto bedrag). Over de vergoedingen is geen premie volksverzekeringen, premies werknemersverzekeringen of inkomensafhankelijke bijdrage Zvw verschuldigd. De bedoeling is vereenvoudiging: de werkgever hoeft de vergoedingen binnen de vrije ruimte niet te verantwoorden tegenover de belastingdienst, en niet per werknemer administratief uit te splitsen, en niet uit te splitsen naar belaste en onbelaste componenten, en de werknemer krijgt niet te maken met een loonheffing over de betreffende vergoedingen, en hoeft ze ook niet in zijn belastingaangifte op te geven. In het Belastingplan 2013 is een verhoging opgenomen van de forfaitaire ruimte van de werkkostenregeling met 0,1 procentpunt. Volgens het Regeerakkoord 2012 gaat deze verhoging niet door.
Daarnaast zijn er gerichte vrijstellingen. Artikel 31a bepaalt onder meer dat belastingvrij zijn vergoedingen en verstrekkingen ter zake of in de vorm van:
- vervoer in het kader van de dienstbetrekking, waaronder woon-werkverkeer:
  - indien het vervoer plaatsvindt per taxi, luchtvaartuig, schip of vervoer vanwege de inhoudingsplichtige: tot de werkelijke kosten
  - indien het vervoer plaatsvindt per openbaar vervoer en de vergoedingen hoger zijn dan € 0,19 per kilometer en zijn vastgesteld op basis van de werkelijke kosten: tot de werkelijke kosten (vooral bij korte afstanden zijn de werkelijke kosten hoger, door het basistarief)
  - in de overige situaties: tot € 0,19 per afgelegde kilometer

Voor zover niet vergoed geldt voor de inkomstenbelasting voor reizen per openbaar vervoer in box 1 de reisaftrek (IB art. 3.87).
Naar aanleiding van het Begrotingsakkoord 2013 is aanhangig geweest de Wet herziening fiscale behandeling woon-werkverkeer, volgens welke zowel de gerichte vrijstellingen voor de belastingvrije vergoeding voor de kosten van woon-werkverkeer als de reisaftrek in de inkomstenbelasting per 1 januari 2013 zouden worden afgeschaft. De werkgever zou nog wel de mogelijkheid hebben gehad om de reiskosten voor het woon-werkverkeer onbelast te vergoeden vanuit de huidige vrije ruimte van de WKR.
Uiteindelijk is er door maatschappelijke onrust niet voor gekozen het woon-werkverkeer voor de loonbelasting als privékilometers aan te merken. Deze tellen dan ook niet mee voor de vraag of er aanleiding is tot bijtelling.

### Aanspraken: hoofd- en omkeerregeling
Bovendien geldt er een uitzondering voor aanspraken, met name voor het pensioen. Tot het loon behoren in beginsel ook aanspraken op toekomstige uitkeringen of verstrekkingen te ontvangen. De hoofdregel is dat deze aanspraken belast worden, terwijl de toekomstige uitkering belasting vrij is. In de meeste gevallen treedt hier echter de zogeheten omkeerregel in werking. Die regel houdt in dat het loon (in dit geval de aanspraak) zelf belastingvrij betaald of verstrekt kan worden, maar dat de met dat loon samenhangende voordelen (later) als belast loon worden aangemerkt. Een belangrijk voorbeeld van een loonbestanddeel waarvoor de omkeerregeling kan gelden, is het ouderdomspensioen dat de werkgever aan de werknemer heeft toegekend: het loon (de aanspraak op het ouderdomspensioen) is vrijgesteld van belasting, maar de eventuele pensioenuitkeringen zijn als loon belastbaar. Dit heeft enerzijds als voordeel dat er geen financieringsproblemen ontstaan doordat belasting al optreedt voordat het loon nog is ontvangen, anderzijds het voordeel dat de uiteindelijk geheven belasting meer in overeenstemming is met het werkelijk genoten voordeel. De hoogte van de uiteindelijk in totaal uitgekeerde premies hangt namelijk samen met de door de ontvanger te bereiken leeftijd.

### Loon voor de Nederlandse inkomstenbelasting
Het loonbegrip zoals dat geldt voor de Nederlandse inkomstenbelasting is door een wettelijke verwijzing nagenoeg geheel gelijk aan het loonbegrip zoals dat geldt voor de Nederlandse loonbelasting.

## Tarief
Zie Nederlandse loonheffing.

### Verzekerden voor de volksverzekeringen
Belastingplichtigen die tevens verzekerd zijn voor de volksverzekeringen, zijn naast belasting over de eerste twee tariefschrijven ook nog premie volksverzekeringen verschuldigd (31,15%; percentage van 2008). Zijn de belastingplichtigen ook verzekerd, dan mag op de berekende premie ook het premiedeel van de heffingskorting in mindering worden gebracht. In dat geval wordt ook de premiecomponent in de “loonbelastingtabellen” in aanmerking genomen. Is de verzekerde 65 jaar of ouder, dan is het premiedeel lager omdat verzekerden van 65 jaar en ouder geen AOW-premie betalen.

## Wijze van heffing
In hoofdstuk IV Wet LB 1964 staat onder meer beschreven hoe de loonbelasting wordt geheven.

### Belasting verschuldigd van de werknemer of de met hem gelijkgestelde natuurlijke persoon
De hoofdregel luidt dat de belasting wordt geheven door inhouding op het loon van de werknemer, waarbij de inhoudingsplichtige verplicht is de belasting in te houden op het moment dat het loon wordt genoten. De inhouding vindt plaats volgens de loonbelastingtabel die op dat moment voor de werknemer geldt.
In de regel kan de loonbelasting - onder bepaalde voorwaarden - echter volledig verrekend worden met de Nederlandse inkomstenbelasting. De loonbelasting werkt in zo'n geval als een voorheffing. Kan de loonbelasting niet met de Nederlandse inkomstenbelasting verrekend worden, dan is de loonbelasting een zogenoemde eindheffing. In verband met de aangifte inkomstenbelasting is de inhoudingsplichtige verplicht binnen een redelijke termijn een jaaropgave van de loongegevens aan de werknemer te verstrekken.

#### De belasting aangeven en betalen
De inhoudingsplichtige moet de verschuldigde belasting zelfstandig bij de fiscus aangeven en aan de fiscus betalen. De fiscus legt in beginsel geen aanslag op. Voor het ontstaan van de betalingsverplichting is met andere woorden geen aanslag van de inspecteur nodig. Wel kan de fiscus een naheffingsopslag opleggen indien de inhoudingsplichtige de verschuldigde belasting naar de mening van de fiscus niet correct heeft berekend en afgedragen. De fiscus kan zo’n naheffingsaanslag in beginsel zowel aan de inhoudingsplichtige als de werknemer opleggen, hoewel de aanslag in de regel aan de inhoudingsplichtige wordt opgelegd. De inhoudingsplichtige mag de nageheven loonbelasting in beginsel op de werknemer verhalen.

### Belasting verschuldigd van de inhoudingsplichtige
Hoofdstuk V (Heffing van de inhoudingsplichtige) betreft loonbelasting als werkgeversheffing. De werkgever kan en mag deze niet op de werknemer verhalen. Er worden onderscheiden de eindheffing en de pseudo-eindheffing. Bij een eindheffing hoeft geen loonbelasting te worden ingehouden. Een pseudo-eindheffing is een heffing opgelegd aan de werkgever in aanvulling op de reguliere loonheffing.

#### Eindheffing
Een eindheffing geldt onder meer voor (i) loon waarover de loonbelasting ten onrechte niet door de inhoudingsplichtige is betaald en in verband waarmee door de fiscus aan de inhoudingsplichtige een naheffingsaanslag is opgelegd (behoudens uitzonderingen), (ii) loon dat door de werknemer gespaard is ingevolge een zogenoemde spaarloonregeling en (iii) "papieren inkomen" dat bestaat uit het kwijtschelden van een lening, als in een eerder jaar op basis van het Besluit bijstandverlening zelfstandigen 2004 een uitkering is verstrekt in de vorm van die lening.

#### Pseudo-eindheffing
Er is een pseudo-eindheffing van 52% die de RVU-belasting wordt genoemd, en ook een van 75% voor excessieve vertrekvergoedingen.

## Bijzondere regelingen

### Artiesten, beroepssporters en buitenlandse gezelschappen
De Wet LB 1964 kent bijzondere regelingen voor de belastingheffing van artiesten, beroepssporters en buitenlandse gezelschappen van beroepssporters. De meest in het oog springende verschillen met de regeling die voor werknemers in het algemeen geldt, zijn het voorwerp van belasting (gage in plaats van loon) en het tarief voor zover de artiest en de beroepssporter niet in Nederland wonen (20% in plaats van normale, progressieve tarief).

### 30%-regeling
De zogenoemde 30%-regeling kan eveneens als een bijzondere regeling gezien worden. Op grond van die regeling kunnen werknemers die van buiten Nederland zijn aangeworven en die specifieke vaardigheden bezitten die (geacht worden) niet of schaars op de Nederlandse arbeidsmarkt voorhanden zijn, van hun werkgever een belastingvrije vergoeding krijgen ter grootte van 30% van hun in beginsel belaste loon. Dit betekent grosso modo dat 70% van het in beginsel belaste loon daadwerkelijk belast wordt. Door deze regeling is het effectieve toptarief voor deze groep werknemers niet 52%, maar 36,4% (52% over 70% van het loon). De rechtvaardiging voor deze regeling is dat deze groep van werknemers veelal extra kosten moet maken als gevolg van de tijdelijke tewerkstelling in Nederland. Historisch gezien is de regeling in het leven geroepen om werknemers van met name niet-Nederlandse multinationals een fiscale tegemoetkoming te geven voor het feit dat de belastingheffing op loon in Nederland – vooral kort na de Tweede Wereldoorlog – veel hoger lag dan in bijvoorbeeld in de Verenigde Staten van Amerika. Ook nu nog wordt loon in Nederland internationaal bezien relatief hoog belast.

### Dienstverlening aan huis
Artikel 5 bepaalt dat als dienstbetrekking niet wordt beschouwd de arbeidsverhouding van degene die uitsluitend of nagenoeg uitsluitend diensten verricht ten behoeve van het huishouden van de natuurlijke persoon tot wie hij in dienstbetrekking staat, indien hij de diensten doorgaans op minder dan vier dagen per week verricht. Onder het verrichten van diensten ten behoeve van een huishouden wordt voor de toepassing van dit artikel mede verstaan het verlenen van zorg aan de leden van dat huishouden.
De opdrachtgever hoeft dan geen premies werknemersverzekeringen of werkgeversheffing Zvw te betalen en geen loonheffing in te houden en af te dragen. Degene die de diensten verricht betaalt rechtstreeks IB/PVV/IAB aan de belastingdienst.
Zie ook alfahulp.

## Internationale aspecten
Zie voor de internationale aspecten van de Wet op de loonbelasting 1964: belastingverdrag.